# Mohammad Ali
Mohammad Ali (in urdu مُحمّد علی; Rampur, 19 aprile 1931 – Lahore, 19 marzo 2006) è stato un attore pakistano conosciuto anche come Shahenshah-e-Jazbaat ("L'Imperatore delle Emozioni"). Attore molto versatile, si è esibito in ruoli storici, biografici e patriottici in costume e film d'arte. Ha recitato in oltre 250 film interpretando eroi sia buoni che cattivi. Secondo un sondaggio della CNN del 4 marzo 2010 è ritenuto tra i 25 più grandi attori asiatici.

## Biografia
Nacque a Rampur, in India, il 19 aprile 1931, figlio di Maulana Syed Murshid Ali, un erudito islamico. Di famiglia religiosa, era il più giovane di due fratelli e due sorelle. Dopo la sua nascita, la famiglia emigrò da Rampur a Rohtak, e successivamente a Hyderabad, stabilendosi definitivamente a Multan poco dopo l'indipendenza del Pakistan nel 1947.
Mohammad Ali ha frequentato la Millat High School di Multan. Era uno degli studenti preferiti di Mirza Musart Baig e Syed Nasir Ahmed e amico intimo di Syed Iqbal Shah e Khalid Mahmood Bukhari. Sostenne in seguito l'esame intermedio di XII grado al Government Emerson College di Multan. Nel 1954 si trasferì a Hyderabad per proseguire gli studi superiori, laureandosi presso il City College.
Fu assunto nel 1956 a Radio Pakistan, dove il fratello maggiore Irshad lavorava già come artista teatrale. Successivamente si trasferì in una radio di Bahawalpur, per poi essere finalmente finalmente assunto al Radio Pakistan di Karachi.

### Carriera cinematografica
Nel 1962 ha iniziato la sua carriera cinematografica partecipando al film Chiragh Jalta Raha di Fazal Ahmad, Karim Fazli e Chiragh Jalta Raha. Il film è stato premiato da Fatima Jinnah il 9 marzo 1962 presso il Nishat Cinema di Karachi. Mohammad è poi è apparso nella parte del cattivo nei film Bahadur del regista Munawar Rasheed, Daal Mein Kala di Iqbal Yusuf e Dil Ne Tujhay Maan Liya di Javed Hashmi. Il suo primo ruolo da eroe positivo fu nella commedia Mister X, sebbene la pellicola sia stata proiettata dopo il film Shararat del 1963. L'anno successivo Mohammad Ali si trasferì a Lahore per recitare nel film Khandan. Con il film Khamosh Raho del 1964 l'attore acquisì sempre più notorietà. Nel 1971 recitò nel film F.B.I. operazione Pakistan, diretto dal regista Harald Reinl, mentre nel 1989 ha fatto un cameo nel film in lingua hindi Clerk.
Mohammad Ali ha interpretato l'attore protagonista e l'eroe in ben 94 film. Il suo primo e ultimo film da protagonista sono stati, rispettivamente, Shararat (1963) e Aaj Ki Raat (1983). Ha recitato in Mohabbat ho to aisi nel 1989; l'ultimo film della sua carriera è stato Dum Mast Qalander (1995).
Nel corso della sua carriera è stato più volte premiato al Nigar Award Nel 1984 fu insignito dell'onorificenza Tamgha-i-Imtiaz ("Premio all'eccellenza") dal presidente Muhammad Zia-ul-Haq.
L'attore è morto il 19 marzo 2006 per un attacco di cuore a Lahore, dove risiedeva dal ritiro dalle scene avvenuto nel 1991.

## Vita privata
Mohammad Ali ha conosciuto l'attrice Zeba Begum nel 1962 sul set di Chiragh Jalta Raha e l'ha sposata il 29 settembre 1996, formando una delle coppie più importanti e acclamate del cinema pakistano. Ali e Belgum hanno recitato in numerosi film, l'ultimo dei quali è stato Clerk. Mohammad Ali ha adottato legalmente Samina, figlia naturale di sua moglie e del suo secondo marito Sudhir.

## L'impegno politico e sociale
Mohammad Ali e sua moglie Zeba avevano entrambi stretti rapporti con diversi partiti politici nel paese. Nel 1971, al Festival del Cinema di Mosca protestò contro l'India indossando un abito nero, accusando la nazione di aver trattenuto 93.000 prigionieri di guerra. Ha ricoperto il ruolo di ministro della cultura nel governo di Nawaz Sharif, introducendo nuove politiche per migliorare le condizioni dell'industria cinematografica pakistana.

### Fondazione Ali-Zaib
Insieme a Syed Shahid Ali Zaidi fondò nel 1995 la Ali Zaib Foundation per aiutare i malati di talassemia. La fondazione ha costruito ospedali a Sargodha, Sahiwal, Jhang, Gujranwala, Okara. La sede della Fondazione è a Faisalabad.

## Filmografia parziale

### Attore
- Chiragh Jalta Raha, regia di Fazal Ahmad, Karim Fazli (1962)
- Daal Mein Kala, regia di Iqbal Yusuf (1962)
- Baji, regia di S. Suleman (1963)
- Khandan, regia di Riaz Ahmad (1964)
- Ghadaar, regia di Riaz Ahmad (1964)
- Chhoti Behan, regia di A.H. Siddiqui (1964)
- Khamosh Raho, regia di Jamil Akhtar (1964)
- Kaneez, regia di Hassan Tariq (1965)
- Hazar Dastan, regia di Aziz Meeruti (1965)
- Mujahid, regia di Jamil Akhtar (1965)
- Baghi Sardar, regia di Zahur Raja (1966)
- Aina, regia di Shabab Kiranwi(1966)
- Janbaaz, regia di M. Akram (1966)
- Aag ka Darya, regia di H. M. Mirza (1966)
- Madar-e-Watan, regia di Saifudin Saif (1966)
- Watan Ka Sipahi, regia di A. Hameed (1966)
- Bahadur, regia di Munawar Rasheed (1967)
- Hatim Ta, regia di Akbar Ali (1967)
- Imam Din Gohavia, regia di M. Saleem (1967)
- Taj Mahal, regia di S.T. Zaidi (1968)
- Lala Rukh, regia di Aziz Merathi (1968)
- Karishma,  regia di Jamil Akhtar (1968)
- Saiqa, regia di Laeeq Akhtar (1968)
- Geet Kahin Sangeet Kahin, regia di Mohsin (1969)
- Insaan Aur Aadmi, regia di Yash Chopra (1969)
- F.B.I. operazione Pakistan, regia di Harald Reinl (1971)
- Wehshi, regia di Yash Chopra (1971)
- Aas, regia di Ali Sufyan Afaqi (1971)
- Daman Aur Chingari, regia di Shabab Kiranwi (1973)
- Dushman, regia di Pervez Malik (1974)
- Aaina Aur Soorat, regia di Shabab Kairanvi (1974)
- Ajnabi, regia di Afaaqi (1975)
- Daman Ki Aag, regia di Zafar Shabab (1976)
- Tipu Sultan, regia di Razzaq Qaiser (1977)
- Haidar Ali, regia di Masud Pervaiz (1978)
- Awaz, regia di Zafar Shabab (1978)
- Haider Ali, regia di Masud Pervaiz
- General Bakht Khan, regia di Sarshar Akhtar Malik (1979)
- Zameer, regia di Iqbal Akhter (1980)
- Sheran De Puttar Sher, regia di Masud Butt, Mumtaz Hussain, Babar Shahzad (1981)
- Aaj Ki Raat, regia di Farhan Akhtar (1983)
- Dooriyaan, regia di Hassan Askar (1984)
- Bobby, regia di Nazar Shabab (1984)
- Zanjeer, regia di Pervez Malik (1986)
- Clerk, regia di Manoj Kumar (1989)
- Shani, regia di Saeed Rizvi (1989)
- Mohabbat Ho To Aisi Ho, regia di Feroz (1989)
- Hasinon Ki Barat, regia di Iqbal Kashmiri (1992)
- Dum Mast Qalander, regia di Zahoor Hussain Gillani (1995)

## Doppiaggio
Ali è stato spesso doppiato da Mehdi Hassan e Ahmed Rushdi. Mehdi Hassan ha cantato per Ali 115 canzoni in 88 film, mentre Rushdi ha cantato 100 canzoni in 57 film. Masood Rana ha cantato 34 canzoni in 23 film. Altri cantanti hanno prestato la loro voce: Akhlaq Ahmed, Ghulam Abbas, Rajab Ali e Mujeeb Aalam.

## Riconoscimenti
- Nigar Awards
  - 1964: Migliore attore per Khamosh Raho
  - 1965: Migliore attore per Kaneez
  - 1966: Migliore attore per Aag ka Darya
  - 1968: Migliore attore per Saiqa
  - 1970: Migliore attore per Insaan Aur Aadmi
  - 1971: Migliore attore per Wehshi
  - 1973: Migliore attore per Aas
  - 1974: Migliore attore per Aaina Aur Soorat
  - 1978: Migliore attore per Haidar Ali
  - 1984: Esisbizione Eccellente per Doorian e Bobby